# 473 Nolli
A 473 Nolli (ideiglenes jelöléssel 1901 GC) a Naprendszer kisbolygóövében található aszteroida. Maximilian Franz Joseph Cornelius Wolf fedezte fel 1901. február 13-án.